# Il disertore (miniserie televisiva)
Il disertore è una miniserie televisiva del 2020 diretta da Florian Gallenberger e tratta dall'omonimo romanzo di Siegfried Lenz. Venne trasmessa per la prima volta in due puntate l'8 e 10 aprile 2020 sull'emittente Das Erste.

## Trama
Nel 1944, l'ultima estate di guerra in Europa, il soldato della Werhmacht, Walter Proska, è chiamato dall'esercito tedesco in Pomerania per il fronte orientale di Grajewo. La sua partenza però non è vista di buon occhio dalla sorella e dal cognato che sconsigliano al giovane di ritornare a combattere dato che ormai la guerra è perduta per la Germania. Walter conscio della sconfitta della nazione e capendo che la guerra sta volgendo al termine decide comunque di non disertare e partire per il fronte. Durante il tragitto, il treno in cui sta viaggiando si ferma in piena notte per fare rifornimento e in quel momento si avvicina Wanda Zielinski, una ragazza polacca che cerca un passaggio per tornare nella sua città, la sua richiesta però non viene accettata dal capotreno che sospetta che si tratti di una partigiana. Di nascosto però, Walter farà salire la ragazza sul treno, e tra i due scocca la scintilla. Il mattino seguente alcuni soldati della Werhmacht fanno un controllo dei vagoni, Wanda si nasconde scendendo dal treno, e pur avendo l'appoggio di Walter di avvertirla quando la perquisizione sarebbe terminata, lei non risale, lasciando il tedesco. Riprendendo il viaggio, il treno su cui viaggia deraglia a causa della distruzione dei binari ferroviari effettuata dai partigiani polacchi, Walter non rimane ferito, e viene aiutato da un soldato tedesco che era nella zona, Zwiczosbirski. Lo porterà alla sua compagnia gestita dal sergente Willi Stehauf a Waldesruh, nei pressi delle paludi del Pryp"jat'. Proska non avendo modo di arrivare all'esercito da lui selezionato viene reclutato dalla compagnia dello stesso Stehauf per ordine dei superiori.
Il giorno seguente viene mandato insieme a Wolfgang Kürschner, un giovane soldato della compagnia, per un controllo. Durante il pattugliamento incontrano un prete disarmato nei pressi del bosco, non essendo una minaccia decidono di lasciarlo andare, ma nelle vicinanze sono presenti altri due soldati della compagnia e portano il prete da Stehauf sospettando che si tratti di un partigiano. Nella sera l'anziano verrà interrogato dal sergente che non credendo alle sue parole ucciderà il malcapitato. Kürschner dopo aver visto la brutalitá del sergente verso il prete, comincerà ad avere seri dubbi sul vero senso patriottico tedesco, arrivando in stato ideologico a non sostenere più il regime. Il mattino seguente durante il successivo controllo Walter incontra di nuovo Wanda nelle vesti di una partigiana, ma nonostante facciano parte di due unità contrapposte capiscono entrambi di provare gli stessi sentimenti l'uno per l'altra. Alla fine del loro incontro promettono di rivedersi col passare dei giorni, però la situazione bellica non migliora per i tedeschi. Viene ucciso un soldato della compagnia e nel fronte i russi stanno avendo nettamente la meglio contro la Werhmacht. Stehauf in un momento ha una discussione con Zwiczosbirski che scapperà in seguito dal rifugio, Il sergente ordina di cercare il soldato e di riportarlo da lui, durante le ricerche Wolfgang capendo che ormai i russi hanno preso possesso di Grajewo ha intenzione di disertare, invitando Walter a fare la stessa cosa e di venire con lui, ma rifiuta. Dopo aver trovato Zwiczosbirski torna insieme a quest'ultimo a Waldesruh per avvertire della vittoria dei sovietici in città, ma scoprono che tutta la compagnia è stata appena arrestata dai partigiani. Proska dopo aver ammesso di aver ucciso un giovane partigiano, viene lasciato da solo dai polacchi a Wanda, che capirà dopo poco che il ragazzo a cui aveva sparato si trattava di suo fratello. Invece di vendicare la sua morte, la ragazza esplode quattro colpi vicino alla testa di Walter rendendolo temporaneamente sordo, lasciandolo scappare.
Catturato dai sovietici, si ritrova in un campo di prigionia nella Slesia, ma grazie all'aiuto di Wolfgang, entrato nel frattempo nell'armata rossa, riesce ad evitare che venga gettato nelle acque ghiacciate situate vicino alla prigione, dove venivano uccisi coloro che era ritenuti fisicamente inabili. Decide dunque di seguire senza troppe titubanze l'esempio di Wolfgang e si unisce all'armata rossa, contribuendo durante un'operazione a salvare decine di nazisti da morte certa, attraverso un discorso a braccio trasmesso con l'altoparlante sul senso della guerra e della vita. Durante una cena incontra di nuovo Wanda, in precedenza arrestata e per poco giustiziata dai sovietici, ma in seguito è diventata una cantante per l'armata rossa, risparmiata per le sue doti di canto; Entrambi si riappacificano ammettendo i propri errori. Avendo compreso che il rischio di non rivedersi più per una seconda volta può accadere, i due amanti decidono di scappare dai russi per andare via insieme e nascondersi fino alla fine del conflitto, una mattina Walter riesce a rubare una macchina ma all'interno di questa è presente Wolfgang, costringendolo ad andare con lui in compagnia ad altri ufficiali sovietici, impedendogli così di andarsene con Wanda. Più tardi, i generali russi hanno in mente una strategia nei pressi delle zone dove abita Walter, grazie al suo aiuto guida la sua unità oltre la fattoria della sua famiglia. Arrivando nei dintorni di casa il fuoco viene aperto da un individuo, Walter sparerà all'uomo armato e scoprirà a sua insaputa che si trattava di suo cognato, Mentre la sorella Maria che si nascondeva in casa, sarà portata via dai sovietici.
A guerra finita si ritrova a lavorare in un ufficio come addetto ai passaporti e responsabile del rilascio dei permessi all'Occidente, qui si dimostra troppo generoso secondo i suoi superiori con i cittadini tedeschi e non mette il giusto carattere duro che i russi vorrebbero che avesse, Wolfgang diventato suo collega, continua a proteggere Walter, ma lo critica aspramente. Una mattina si imbatterà con l'ex sergente Willi Stehauf, quest'ultimo chiederà a Walter se può aiutarlo a trovare suo figlio, dato che a fine guerra ha perso le sue tracce. Proska accetta con riluttanza ma Wolfgang dopo aver saputo della visita di Stehauf, promette a Walter di iniziare un'indagine per trovare Wanda, in cambio però vuole che il sergente tedesco venga arrestato, Proska accetterà la proposta. Grazie all'aiuto della sua collega Hildegard Roth informerà Walter rivelando che in realtà i sovietici non hanno iniziato nessuna ricerca per trovare la ragazza polacca, Il tedesco allora preso dalla rabbia infrange la promessa fatta a Kürschner e si recherà nel carcere della città per liberare Willi Stehauf dalla prigione, nel frattempo Wolfgang venuto a sapere da un collega russo delle intenzioni di Walter arriverà sul luogo e ucciderà Stehauf. I generali russi vedono ormai Walter come un nemico dello stato e manderanno un mandato di arresto direttamente a casa sua la stessa sera dell'accaduto, poco prima di arrivare nel suo appartamento sarà fermato da Hildegard che avvertirà Proska della grave situazione che si trova, decideranno insieme di fuggire dalla Germania Est, il giorno successivo infatti si recano sul confine che separa lo stato orientale tedesco da quello occidentale, e durante la notte riusciranno ad entrare nella Germania Ovest.
Molti anni dopo, Walter si è sposato con Hildegard, ed è padre di due figli. Una sera in televisione vede una bellissima cantante polacca che aveva un timbro vocale già noto alle sue orecchie, era Wanda diventata nel frattempo una famosa cantante. Decide di partire senza dare spiegazioni né alla moglie, né a nessuno. Walter in lacrime lascia la sua famiglia viaggiando di notte in macchina verso il vero amore.

## Produzione
La miniserie è stata girata in Polonia e Germania dal 5 giugno 2019 al 31 agosto 2019.

## Distribuzione

### Edizione italiana
Per l'edizione italiana la miniserie è stata ridotta in un film televisivo di 139 minuti, andato in onda la prima volta il 21 gennaio 2021 su Rai 3. La responsabile dell'edizione italiana è Cinzia Cozzolino e il doppiaggio è stato diretto da Corrado Conforti su dialoghi di Roberta Bacciocchi.

## Accoglienza

### Telespettatori
La prima puntata, trasmessa l'8 aprile 2020, ha raggiunto i 4,68 milioni di telespettatori in Germania ed una percentuale di ascolti del 13,9% per Das Erste, due giorni dopo la seconda puntata ha raggiunto 4,22 milioni di telespettatori e l'11,4%.